# Gumdale
Gumdale är en del av en befolkad plats i Australien. Den ligger i kommunen Brisbane och delstaten Queensland, omkring 13 kilometer öster om delstatshuvudstaden Brisbane. Antalet invånare är 950.
Runt Gumdale är det tätbefolkat, med 493 invånare per kvadratkilometer.. Närmaste större samhälle är Brisbane, omkring 13 kilometer väster om Gumdale. 
Runt Gumdale är det i huvudsak tätbebyggt. Genomsnittlig årsnederbörd är 1 424 millimeter. Den regnigaste månaden är januari, med i genomsnitt 275 mm nederbörd, och den torraste är oktober, med 21 mm nederbörd.